# Rękojeść

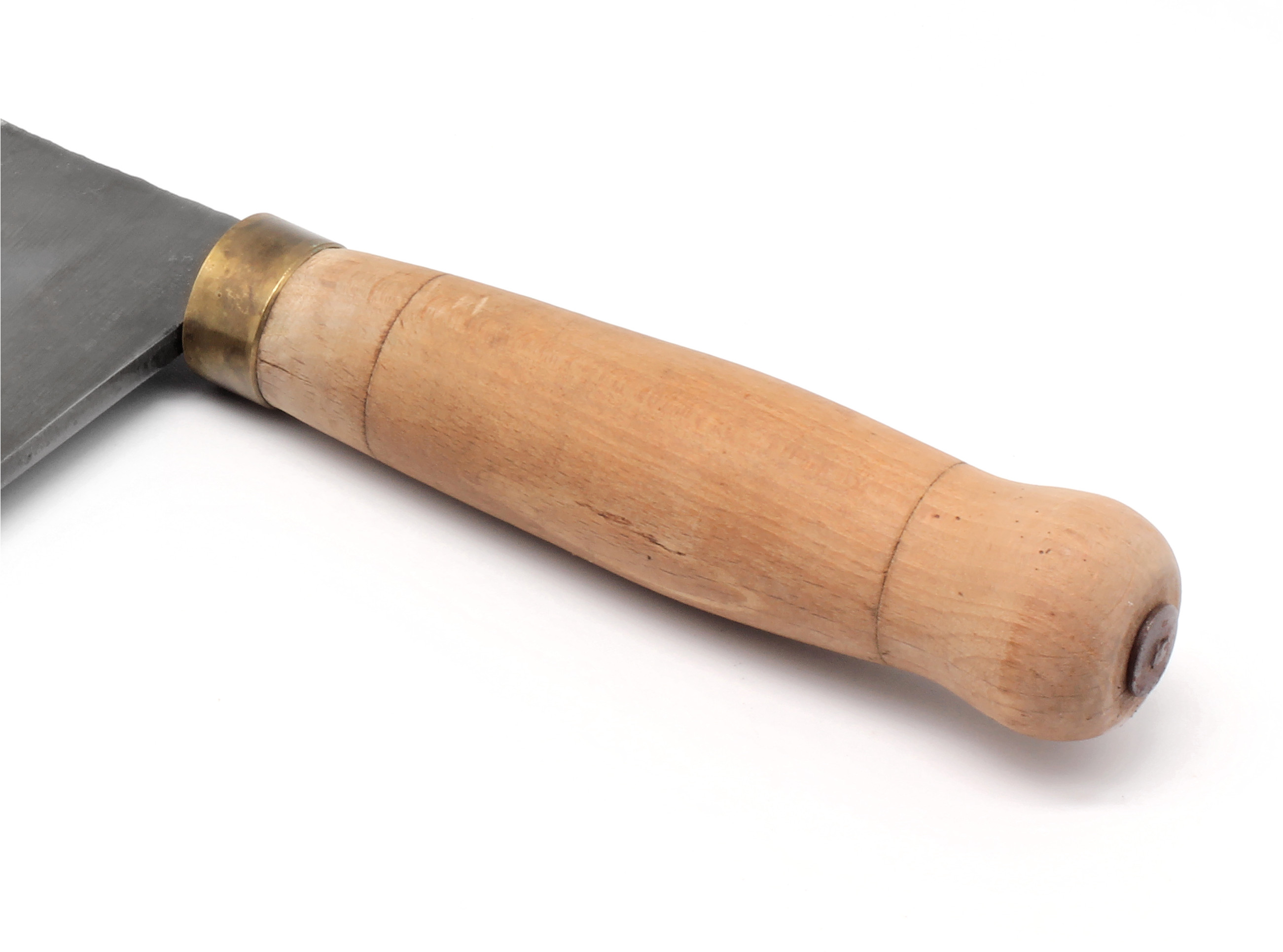
Rękojeść tasaka

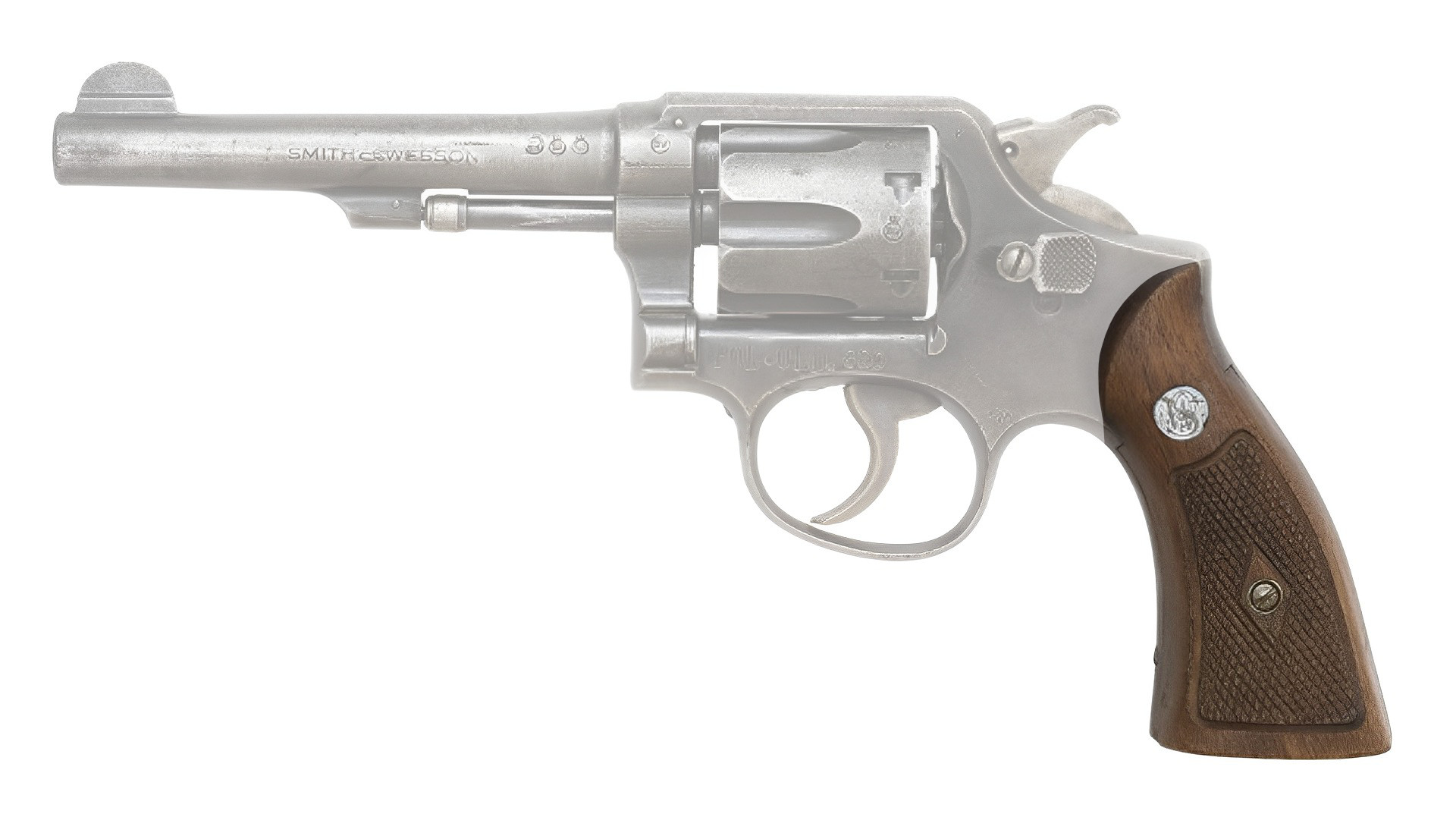
Rękojeść rewolweru
(chwyt pistoletowy)

Rękojeść – część narzędzia umożliwiająca uchwycenie go dłonią.
Rękojeści stosowane są w licznych przedmiotach (np. naczyniach, przyrządach, instrumentach, broni itp.) pozwalając na pewne trzymanie przedmiotu w ręku i wygodne posługiwanie się nim. W konstrukcji rękojeści istotna jest jej ergonomia, z tego też względu wiele z nich przybiera kształt anatomiczny względem dłoni potencjalnego użytkownika. Mogą być również wzbogacone o dodatkowe elementy, jak urządzenia sterujące lub osłony, czy wykonywane z materiałów  izolujących, amortyzujących drgania bądź zapobiegających wyślizgiwaniu się.